# Adamovićův palác
Adamovićův palác (srbsky v cyrilici Адамовићева палата, v latince Adamovićeva palata) je palác z konce 19. století se secesními prvky, který se nachází na náměstí Trg Mladenaca v centru Nového Sadu v Srbsku.
Velkolepý palác nechal zbudovat uherský velkopodnikatel a vlastník vinic, Aleksandar Adamović, v roce 1892. Nacházelo se v něm několik luxusních bytů, určených pro lékaře a právníky, kteří tak měli k dispozici nejen kvalitní bydlení, ale též i vhodné pracovní prostory v samotném domě. Kromě toho to byla první tříposchoďová stavba, která sloužila v Novém Sadu k obytným účelům. V přízemí vznikla kavárna s názvem "Elita" a podle ní byl palác také často nazýván. Jednalo se o první podnik svého druhu ve městě.
Po druhé světové válce byl palác, který patřil k nejhodnotnějším majetkům rodiny Adamovićů, zabaven komunistickou vládou (stejně jako rozsáhlé zemědělské plochy a další nemovitosti). Byty v paláci byly přiděleny prostým občanům. Dům však během desetiletí chátral.
V letech 2011–2013 byla provedena rozsáhlá rekonstrukce fasády paláce.